# Ampasibe Onibe
Ampasibe Onibe è una città e comune del Madagascar situata nel distretto di Toamasina II, regione di Atsinanana. 
La popolazione del comune rilevata nel censimento 2001 era pari a 18 095 unità.